# Robert Kabbas
Robert Kabbas (né le 15 mars 1955 à Alexandrie (Égypte)) est un haltérophile australien.
Il est vice-champion olympique en 1984 à Los Angeles en moins de 82.5 kg et vice-champion du monde en 1984.